# Mătăsaru (gmina)
Mătăsaru – gmina w południowej Rumunii, terytorialnie i administracyjnie należąca do okręgu Dymbowica.
W skład gminy wchodzi 7 miejscowości: Crețulești, Mătăsaru, Odaia Turcului, Poroinica, Puțu cu Salcie, Sălcioara i Tețcoiu (siedziba gminy). Według stanu na rok 2011 liczyła 5462 mieszkańców, zaś w roku 2021 jej liczebność wynosiła 4836 mieszkańców.